# História de Araçatuba

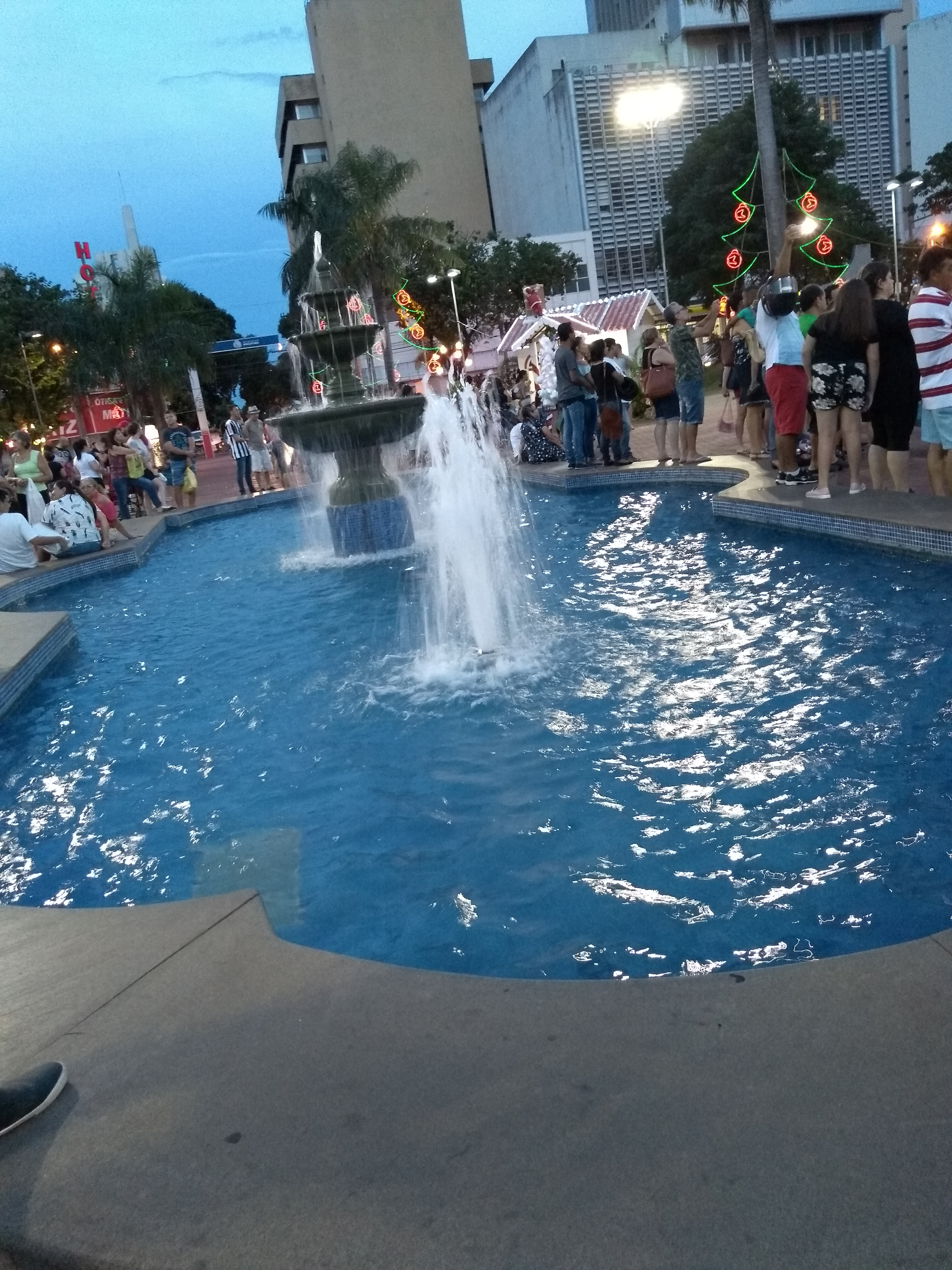
Fonte de Praça Rui Barbosa (Araçatuba)

A história de Araçatuba ocorre com a ocupação de terras pelos povos indígenas e posteriormente com a marcha para o oeste do Estado de São Paulo para fins econômicos. Num clarão na mata, por onde desenhava-se a Estrada de Ferro Noroeste do Brasil, um vagão de tábuas de madeiras que servia como dormitório e cozinha dos trabalhadores da ferrovia marcou o início da cidade de Araçatuba. Predominaram os ciclos econômicos do café, do algodão, da pecuária e da cana-de-açúcar.

## Toponímia
A origem do vocábulo Araçatuba é controversa.
De acordo com Afonso A. de Freitas, em seu livro Vocábulo Nheengatu, publicado em 1936, Araçá refere-se a frutas que possuem olhos. Na linguagem abanheenga ou nheengatu é a junção de UAN=futa e ÇA=olhos, indica a presença de pequenas lesões nas frutas provocadas por picadas de insetos, durante o processo de amadurecimento. O araçá é o fruto do do araçazeiro, planta da do gênero Psidium, da família das Mirtáceas. A hipótese mais empregada é a forma como os índios poderiam ter utilizado para referir-se a região como abundante em araçás, ou seja, araçá+tuba (abundância).
Uma outra hipótese indica que o termo poderia ser o nome da filha de um cacique dos caingangues. Todavia, estudiosos afirmam que não pode ser um nome próprio etimologicamente.
Outra possibilidade seria Araçatuba ser o nome de uma corredeira: ar-haçá-ty-bo contraído resulta em haru-aça-tu-bo onde os índios usavam para dizer sobre algum local onde correm águas num movimento forte e rápido por um caminho estreito erguido por pedras.
Ainda, numa matéria do jornal A Comarca de 2 de dezembro de 1964 existe uma contestação sobre o nome da cidade, pois na atualidade não existem tantos pés araçás no município, árvore de fácil crescimento. Em alguns mapas antigos existia um córrego chamado de Araçatuba e também em alguns mapas aparecem araras o que poderia ter feito que a cidade fosse chamada de Araratuba e posteriormente ter seu nome alterado para Araçatuba. De acordo com o livro de Odette Costa, História de Araçatuba um antigo engenheiro civil, afirmou que quando fazia medições de terra na região de Araçatuba, havia encontrado muitos araçás-silvestres e araçazinhos

## Habitantes nativos
Os índios foram os primeiros habitantes e donos da terra. O povo Kaingangue juntamente com o povo dos Coroados estavam instaladas na região limitada pelos rios Tietê, Paraná e Paranapanema. Araçatuba era povoada pelos temidos Kaingangues (Kain=ser; ing=viril e ang superior a outros), índigenas considerados bravos que discutiam mesmo por fúteis motivos., citando e constatando o quanto essa frase soa preconceituosa não? Utilizavam como armas o tacape, que exigia força física e habilidade, além de arcos e flechas com ponta de ossos de macaco. Faziam utensílios domésticos com barro; colheres, pratos e copos confeccionados com a cabaça.
Com sons produzidos pela suas bocas e atabaques tomavam a bebida denominada goiofá, bebida alcoólica produzida com milho, podiam ser encontrados dormindo pela exaustão e embriaguez depois de uma noite inteira de atividades. (como todas as pessoas). 
Seu corpo era troncudo e forte.  Possuíam pele cor de cobre e brilhante, cabelos lisos e negros. Mulheres usavam franja. Tinham o costume de banhar-se.  De hábitos nômades, viviam nus, as mulheres às vezes usavam tanga.
Estrategistas sabiam armar tocaias, atacando muitas vezes o homem branco. Os fazendeiros e agrimensores muitas vezes contratavam os chamados bugreiros homens que matavam indígenas.
Na época da construção da ferrovia calcula-se a existência de 1,5 mil índios na região. Quando chegou a barranca do Rio Paraná existiam cerca de 200.
Tristes números das cruéis consequências da colonização... 

## A ferrovia Noroeste Brasil

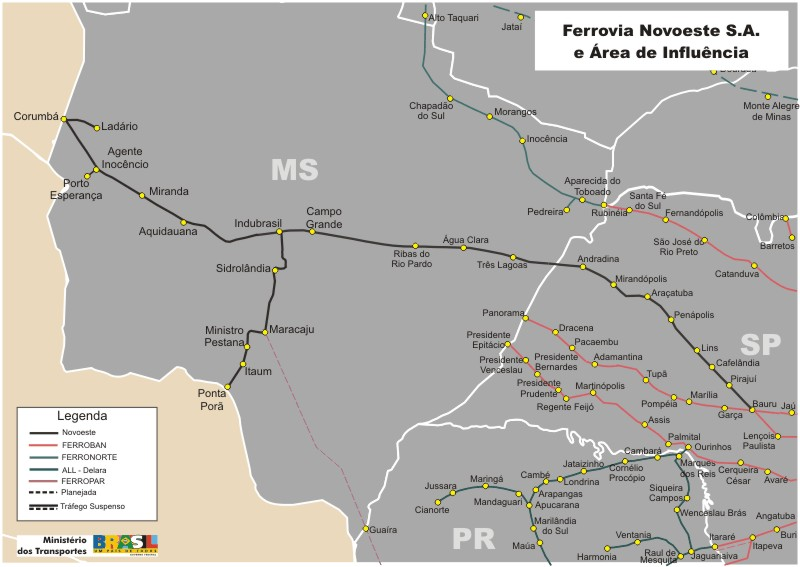
Mapa da Estrada de Ferro Noroeste do Brasil (atual Novoeste)

A Estrada de Ferro Noroeste do Brasil é o ponto chave da formação de Araçatuba. Foi a execução da política que visava a interiorização e ligação com outros países da América do Sul pela necessidade econômica de busca de recursos tanto humanos (para agricultura) como naturais (ouro, pedras preciosas).
Iniciou-se a partir de Bauru - Itapura. Os primeiros 100 km saindo de Bauru, iniciaram sua construção em 1905 e  foram realizados pela empresa Machado de Melo. Foi uma área mais fácil de ser executada pois haviam menos indígenas e melhor penetração. No entanto, o trabalho era braçal e demorado pois não existiam máquinas para realizar os serviços de topografia necessários, apenas ferramentas rudimentares. Em 1914 o trecho foi unida com a Itapura-Corumbá formando a Noroeste do Brasil.
A parte do leito da ferrovia seria então cuidado pelas chamadas turmas de conserva, com a construção de moradias para os trabalhadores e o feitor. Denominadas de turma 1, turma 2 assim sucessivamente de 8 em 8 km. Toda noite um funcionário era escalado para verificar as condições dos trilhos para verificar se não existiam emboscadas feitas pelos caingangues, pregos soltos.

## Origens e pioneirismo

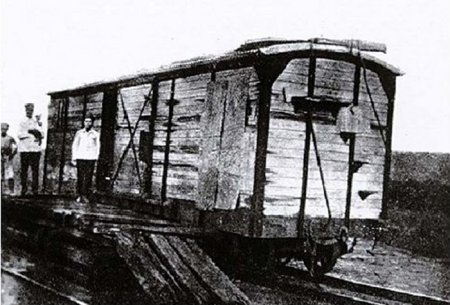
Primeira estação de Araçatuba, localizada em algum ponto do bairro São Joaquim no final de 1908

Até 1908 a região de Araçatuba era ocupada pela mata virgem. Não se pode afirmar que Araçatuba, assim como grande parte das cidades de sua região, teve um fundador. Aquele pequeno grupo da NOB não tinham por objetivo fundar uma cidade.
Em 2 de dezembro de 1908 os trilhos chegaram ao km 280 da ferrovia.
No mesmo ano de 1908 chegou à Estação da Noroeste um vagão que ficou estacionado e do lado do mesmo foi construído um quiosque, por um italiano chamado Fontana. E logo em seguida, o Dr. Joaquim Machado de Mello, empreiteiro da construção da Noroeste, mandou que se edificasse um pequeno hotel que ficou denominado "Hotel Noroeste", sendo arrendado ao Dr. Pecoraro e sua esposa D. Francisca— Antenor Vasconcelos Barros, então funcionário da NOB para o historiador Orentino Martins
O Governo dizia que era proprietário de tais terras, e assim como tinha a características de serem terras devolutas, quem detinha a posse dela era quem a conseguia por meios legais: doações do governo, poder político, entraves jurídicos, usucapião ou por uso de força.
Os habitantes iniciais eram poucos famílias, alguns índios e em sua maioria trabalhadores da ferrovia. Aos poucos foram chegando comerciantes, vendedores e mediadores de terra.
A vida nesses primeiros anos era difícil: malária, leishmaniose cutânea, febre tifoide, hepatite, doença de chagas, pernilongos e barbeiro.
Augusto Elisio de Castro Fonseca junto com Manoel Bento da Cruz foram dois grandes proprietários de terra na época das chegada dos trilhos, mas não habitavam a cidade nesses tempos. Outro personagem importante foi Vicente Franco Ribeiro, este vivia em Araçatuba.

### Ciclo  italiano
A imigração italiana no Brasil teve como ápice o período entre 1880 e 1930. Os ítalo-brasileiros estão espalhados principalmente pelos estados do Sul e do Sudeste do Brasil.
Embora tenha sido a região Sul a pioneira na imigração italiana, foi a Região Sudeste aquela que recebeu a maioria dos imigrantes. Isto se deve ao processo de expansão das lavouras de café em São Paulo (e, em menor medida, também em Minas Gerais). Com o fim do tráfico negreiro e o sucesso da colonização italiana no Sul, os próprios donos das fazendas de café tratavam de atrair imigrantes italianos para as suas propriedades. A partir da década de 1870, os proprietários de terras pagavam a viagem e o imigrante tinha que trabalhar nas fazendas com um contrato de cinco anos, devolvendo o valor da passagem paga. A partir de 1881, o governo paulista, controlado politicamente pelos fazendeiros, passa a incentivar a imigração italiana com destino aos cafezais, subsidiando 50% das despesas da viagem, mantendo-se o contrato de cinco anos e o ressarcimento.
O estado de São Paulo absorveu a maioria dos imigrantes italianos que vieram para o Brasil. Este estado foi o destino de 44% da imigração italiana para o Brasil entre os anos de 1820 e 1888, de 67% entre 1889 e 1919, com ênfase entre 1900 e 1909, quando atraiu 79%.

#### Os sete italianos
Antônio Viol
Antônio Viol (1871, Veneto, Itália - 1954) foi o primeiro agricultor do município. Filho de Francisca Meneghelli e João Viol, veio para o Brasil estabeleceu-se primeiro em Serra Negra e depois em Jardinópolis onde começou o plantio de café para terceiros. Empreendeu junto aos seus irmãos um engenho para fabricação de aguardente e formou dinheiro suficiente para comprar terras.  Chegou em Araçatuba em 1911. Como tinha medo dos indígenas deixou a cargo de Vicente Franco e seus homens a limpeza da mata para a futura plantação. O cafezal localizava-se a altura do atual centro da cidade. Viol ocupou-se também com a criação de porcos.
Em 1915 utilizou a folha n° 1 do talonário de despacho da NOB para enviar sua primeira colheita de café.
Carlos Geraldi
Veio para Araçatuba junto com o pai Agostinho em 1911. A família ficou em Penápolis.
Ângelo Pavan
Pavan, veio representando seus irmãos para a compra de terras por ser o mais velho dos três. Provindo também de Jardinópolis, nasceu em Treviso.
Antônio Saran
Saran chegou nas terras brasileiras em 13 de maio de 1888 e em Araçatuba em 1909 para a compra de terras, cada alqueire custa na época trinta mil réis. Trabalhou como lavrador nas fazendas de café de Jardinópolis. Fixou-se em Araçatuba em 1911.
José Bertoli
Bertoli nasceu em 11 de julho de 1876 e faleceu em 31 de julho de 1947. Comprou 100 alqueires na área da pedreira do Baguaçú. Posteriormente mudou-se para Promissão e Guarantã.
Batista Saran
Viúvo, tinha dois filhos. Comprou as terras junto com os outros italianos.
Ângelo Cela
Vindo de Roma, junto com sua esposa, morou em Jardinópolis e depois partiu para Araçatuba.

### Imigração japonesa

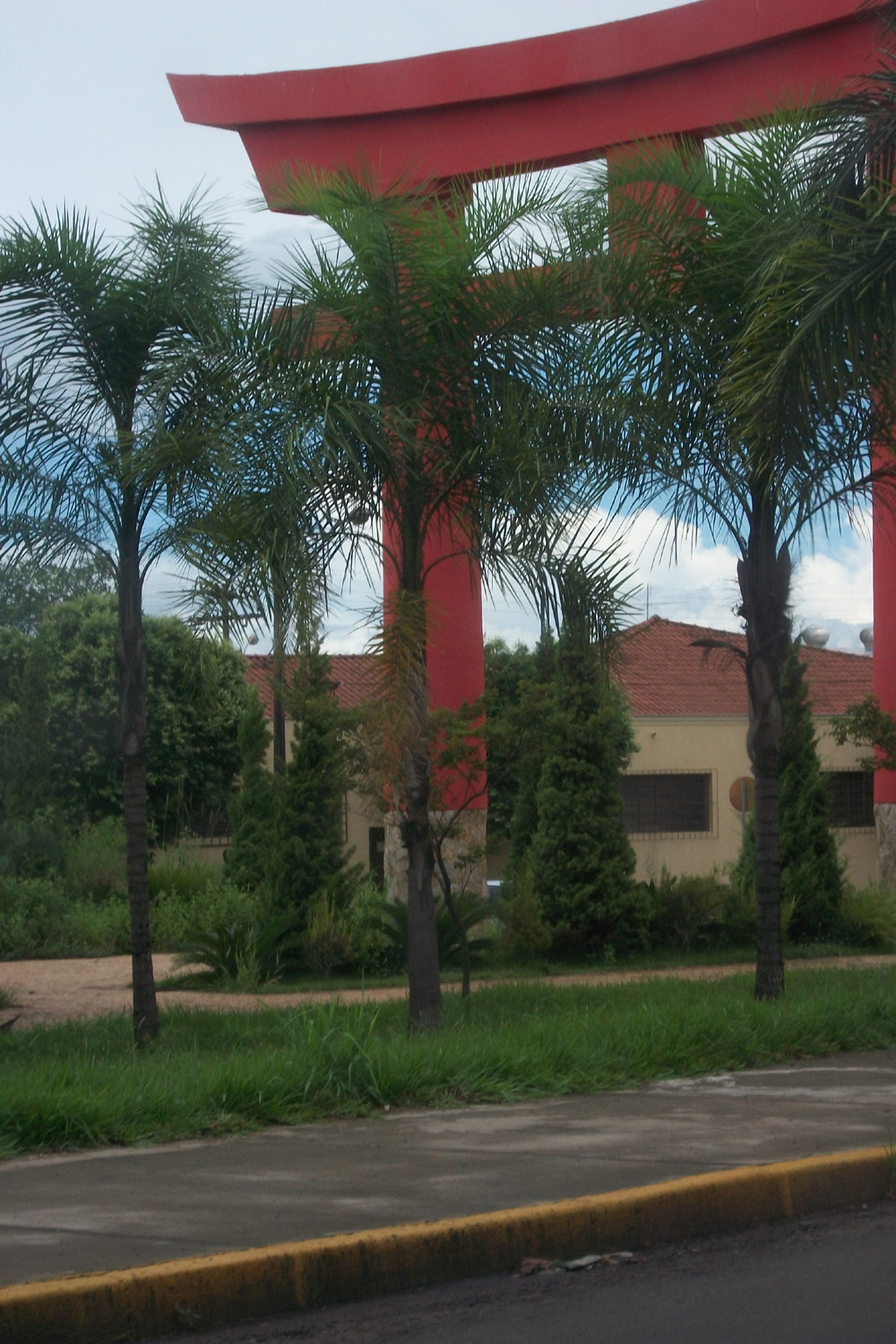
Torii em homenagem aos japoneses na rotatória da Avenida dos Araçás

O fluxo de Imigração japonesa no Brasil a partir de 1908 com a chegada do navio Kasato Maru, em Santos, foi uma experiência premeditada. O cenário demográfico japonês era de grande crescimento (ao qual o Governo do Japão não conseguia suprir gerando empregos) enquanto, no Brasil, necessitava-se mão-de-obra (uma vez dada a Abolição da escravatura no Brasil, pressionada a ser efetivada pela Inglaterra por motivos comerciais, somado ao fato de a Itália proibir a imigração subsidiada dos seus para São Paulo). Foi selado um acordo imigratório entre os países, que caracteriza a Imigração japonesa no Brasil.
A primeira parcela dessa população de imigrantes originava-se de regiões pobres do norte e sul do Japão –  aproximadamente 3000 designados a viver no oeste de São Paulo, uma vez que o Brasil vivia o auge cafeeiro e o estado concentrava prósperas fazendas.
Nos primeiros sete anos de imigração japonesa, chegaram ao Brasil 3.434 famílias, ou seja, quase 15 mil pessoas. Entre 1917 e 1940, foram mais 164 mil japoneses, dos quais 75% para São Paulo. A maior parte dos imigrantes chegou no decênio 1920-1930, mas o foco não era mais apenas as plantações de café. Eles também buscavam trabalho no cultivo de morango, chá e arroz.
Na região de Araçatuba estabeleceram-se em 1915. Anze Molize, que fundou o bairro Água Limpa chegou em Araçatuba em 1917 para plantar café. Com isso outras famílias foram chegando. Dedicaram-se a outras atividades além da agricultura como o comércio, política, religião, entre outras.
Em homenagem aos japoneses existe um monumento instalado - um torii - numa rotatória da cidade.

### A fundação
O patrimônio inicial foi projetado pelo engenheiro alemão Gustavo Stamp. De propriedade de Elísio Castro Fonseca, foi cortado em 1912 por Antenor Vasconcelos. A administração e derrubada foi executada por Vicente Ribeiro Franco.
No início em Araçatuba ergueram-se muitos hotéis e bares que serviam ao pessoal da ferrovia. Poucas construções existiam feitas de tijolo sem reboco ou madeira. Próxima ao triângulo de reversão na XV de Novembro existia o Hotel Noroeste e outro de tábuas pertencente a Pedro e Paulo Bim, entre outros tantos. Abrão Cury foi o primeiro comerciante.
A cidade menina, além de pessoas de boa fé e empreendedoras recebia muitas rejeitadas vindas da capital como desordeiros, bandidos e prostitutas. Facilmente via-se mulheres e homens nus caídos pelas ruas embriagados.
A primeira capela foi erguida em 1915 concebida por dona Maria Pacheco. Os materiais foram fornecidos por Antônio Xavier Couto (madeira) e Paulo Biagi (tijolos) e diversas contribuição de populares que davam quanto podiam. Foi inaugurada por Frei Vital de Moema de Penápolis, sendo seu padroeiro Santo Onofre. Gentil Coelho foi o dono da primeira botica e Salvador Cossia o dono da primeira padaria.
Em 1918 muitos cafezais foram destruídos pela ação climática onde a geada gerava prejuízos. O dinheiro que era contado da colheita e venda dos cafés não ocorreu.
Gripe espanhola
A Gripe de 1918 (frequentemente citada como Gripe Espanhola) foi uma pandemia do vírus influenza que se espalhou por quase toda parte do mundo. Foi causada por uma virulência incomum e frequentemente mortal de uma estirpe do vírus Influenza A do subtipo H1N1.
Nesta época a cidade menina ainda não contava com recursos médicos adequados.Assim, foi fundado um ''hospital para gripados'' a improviso do farmacêutico José Andrade Gonçalves e pelos enfermeiros Deoclécio Lisboa e Antônio Rodrigues Tinoco. Houve arrecadação de recursos para a instalação de um hospital provisório.
Energia elétrica
A energia chegou na cidade em  1919. A empresa Margarido Moraes & Companhia montou uma máquina de beneficiamento de arroz e provia iluminação para  bairro São  Joaquim. Foi assim até a energia elétrica da Usina Salto de Avanhandava, que fora idealizada por Manuel Bento da Cruz.

## Criação do município e instalação da Comarca
O ano de 1916 é marcado pelo início de Araçatuba querer tornar-se uma cidade em si pela legislação. Nesta altura, apesar de ter maior população e movimento de trens, ainda era pertencente à Comarca de Penápolis e ao Distrito de Birigui.
Então em 1918:
Cria o districto de paz de Araçatuba, no municipio e comarca de Pennapolis.

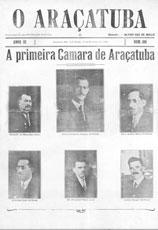
Jornal O Araçatuba noticiando a primeira Câmara Municipal de Araçatuba

O doutor Altino Arantes, Presidente do Estado de São Paulo. 
Faço saber que o Congresso Legislativo decretou e eu promulgo a lei seguinte. 
Artigo 1.º - Fica creado o districto de paz de Araçatuba, com séde na povoação do mesmo nome, do municipio e comarca de Pennapolis.

Artigo 2.º - As suas divisas serão as seguintes : 
Começam na barra do ribeirão Baguassú, pelo qual seguem até a confluencia do corrego Agua Branca, por este até a barra do Barro Preto
e por este até a Estrada de Ferro Noroeste ; dahi, em linha recta, até a barra do Tupy com o ribeirão Baguassu; por este até a barra do
corrego Elysio e por este até á sua cachoeira ; dahi, com o rumo sul, 30 gráos Oeste, atravessando o espigão e rio Feio, até ao espigão
com o rio do Peixe, cujo espigão seguem até ao rio Paraná, por este acima até a confluoncia do rio Tieté, e por este até a barra do
Baguassú, onde tiveram começo.

Artigo 3.º - Revogam-se as disposições em contrario. 
O Secretario de Estado dos Negocios do Interior, assim a faça executar.
Palacio do Governo do Estado de S. Paulo, aos vinte de Dezembro de 1917. 
Altino Arantes 
Oscar Rodrigues Alves. 
Publicada na Secretaria de Estado dos Negocios do Interior, em 26 de Dezembro de 1917. - Tiburtino Mondim Pestana, director-geral— Lei n° 1.580 de 20/12/1917
.
Em 19 de fevereiro de 1922 era criada a Comarca de Araçatuba e os primeiros vereadores tomavam posse.

## Povoamento e comércio

### Bandeira

Bandeira de Araçatuba - listras brancas que representam a paz política e azuis que representam o céu de Araçatuba, ao total nove listras que significam a nona região administrativa do Estado. A primeira e a última listra são sempre brancas. Mapa estilizado do Estado de São Paulo, em formato geométrico e na cor branca, com o brasão da cidade no centro.

A bandeira do município de Araçatuba foi criada em 1974 por Juvenal Pazian através da 
lei municipal 1.769, de 19 de junho de 1974. Pazian nasceu em Bilac no ano de 1936. Formou-se técnico em contabilidade mas trabalhou como professor, barbeiro, caminhoneiro, cooperativista e assessor.
Waldir Felizola de Moraes, ex-prefeito de Araçatuba decidiu que a cidade deveria ter uma bandeira. Então, através do interventor Dr. Alfredo Yarid Filho, foi criado um concurso para a elaboração da bandeira sendo vencido pelo  Arquiteto Jorge Mayoca: era composta por losangos vermelhos num fundo branco. Todavia, nem o interventor nem Moraes gostou da representação. Assim, Pazian foi escalado para desenhar a bandeira.

## Chegada do asfalto

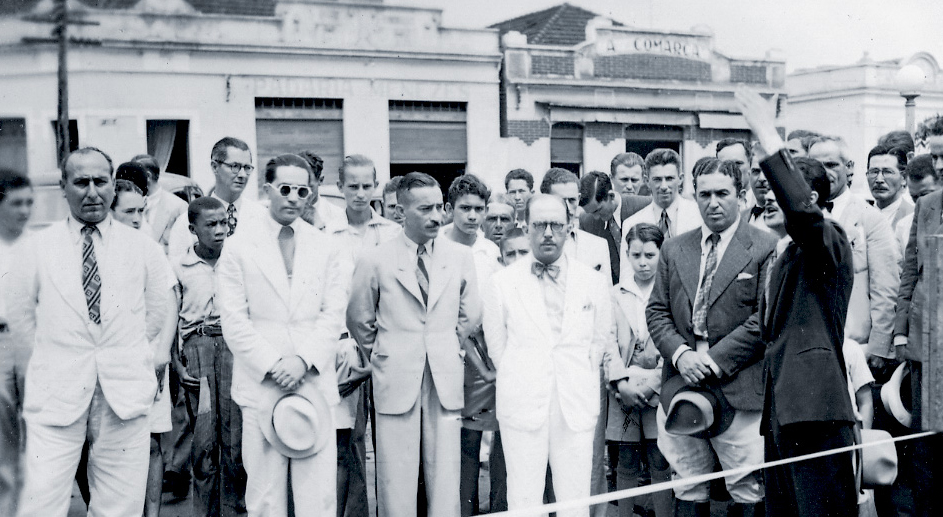
Dr. Clóvis de Arruda Campos faz discurso quando da inauguração da primeira pavimentação em Araçatuba em 20 de fevereiro de 1939

Araçatuba, por algum tempo, foi denominada a cidade do asfalto. A este fato está ligado a Aureliano Valadão Furquim que fez do município o primeiro do País, além da capital, a ter ruas asfaltadas. Grande parte das cidades neste época utilizava o paralelepípedo para o calçamento de suas vias. Apesar de existir a pedreira do Baguaçú, que era boa para a produção de pedras de calçamento, surgiu um revendedor de asfalto em pó que estava sendo empregado em São Paulo. Uma viagem foi feita para conferir o material na Avenida Brigadeiro Luís Antônio num encontro com o então prefeito Prestes Maia.

## Ciclo mineiro e goiano
O movimento sócio-econômico denominado ciclo mineiro e goiano marcou a forte presença da pecuária no município pelas bandas de 1941 e culminou até os dias atuais. Muitos fazendeiros goianos já marcavam a presença na cidade nesses anos, tais como, Honor Afonso, Sinhô e Álvaro Afonso, Sinhô Afonso.
Neste tempo os mineiros Sebastião Ferreira Maia (Tião Maia) e José Ferreira Maia estavam em Barretos e ficaram sabendo do avanço de Araçatuba e que existia muita terra a preço baixo na região. Os pecuaristas então vieram e compraram suas primeiras terras no Córrego Azul. O pai deles, Braulino Maia (Sr. Lico) falou bem da cidade para outros fazendeiros que interessaram-se e vieram instalar-se na cidade. Os Maia junto com a família Aguiar (Edmundo Aguiar Ribeiro) foram os pioneiros do ciclo da pecuária forte  que ocorreu na década de 40.
É claro que todos os fazendeiros não estabeleceram-se ao mesmo tempo. A vinda delas ocorreu até a década de 50, por saturação territorial local, foram expandindo suas terras pelo Brasil. Com a criação do frigorífico T.Maia, onde hoje está localizada a faculdade UNIP campus Araçatuba, levou Araçatuba ser conhecida como a Capital do Boi Gordo pelas negociações ocorridas até os anos noventa na Praça Rui Barbosa.

## Algodão
A crise de 1929, junto com a Segunda Guerra Mundial e falta de políticas agrárias derrubou os cafezais.
No fim da década de 30, com a quebra da cafeicultura, começa a existir uma mudança do ciclo econômico para as plantações de algodão. O algodão é uma fibra branca (esbranquiçada) que cresce a volta das sementes de algumas espécies do gênero Gossypium, família Malvaceae. Há muitas espécies nativas das áreas tropicais da África, Ásia e América, e desde o final da última Era glacial tecidos já eram confeccionados com algodão. A cultura do algodão é frequentemente atacada por uma lagarta rósea (Pectinophora gossypiella) em que era necessário sulfatar a lavoura como diziam os antigos.
Desta forma, a noroeste atraiu empresas envolvidas com o beneficiamento como a SANBRA (Sociedade Algodoeira do Nordeste do Brasil) e a IRFM (Indústrias Reunidas Francisco Matarazzo).
Neste fase, não só o algodão crescia com força econômica. O arroz, mamona, soja, amendoim também eram beneficiados na cidade, o que gerou um impulso no seu desenvolvimento.